# Pogány
Pogány è un comune dell'Ungheria di 1.110 abitanti (dati 2008) situato nella contea di Baranya, regione Transdanubio Meridionale.